# Robert Lynn Carroll
Robert Lynn Carroll (* 5. Mai 1938 in Kalamazoo, Michigan; † 7. April 2020 in Montreal) war als Wirbeltierpaläontologe ein Fachmann für paläozoische und mesozoische Amphibien und Reptilien. Carroll lebte mit seiner Frau Anna DiTuri und seinem Sohn in Montreal.

## Leben
Robert Lynn Carroll wuchs als Einzelkind auf einer Farm in der Nähe von Lansing, der Hauptstadt des US-amerikanischen Bundesstaates Michigan, auf. Sein Vater führte ihn kurz nach seinem fünften Geburtstag in die Paläontologie ein, und mit acht Jahren hatte er sich bereits dazu entschieden, Wirbeltierpaläontologe zu werden. Im selben Jahr bekam er zu Weihnachten den linken Oberschenkelknochen eines Allosaurus, eines großen Raubdinosauriers, geschenkt, den der Paläontologe Edwin H. Colbert gestiftet hatte, nachdem Vater Carroll diesem von seinem Sohn und dessen Interesse für Fossilien erzählt hatte. Allosaurus war kurze Zeit vorher im Jahr 1942 von Colbert in Wyoming entdeckt worden. Als Teenager begleitete Robert Caroll seine Eltern auf viele Ausflüge zum Fossiliensammeln in Wyoming und South Dakota. 
Nach Abschluss der Highschool ging er an die Michigan State University und legte dort seinen BSc in Geologie ab. Danach studierte er Biologie und Paläontologie an der Harvard University unter Alfred Sherwood Romer. Seine Doktorarbeit beschäftigte sich mit der paläozoischen Amphibiengruppe der Dissorophidae.
Carroll war Professor für Biologie an der McGill University und der Autor oder Mitautor einer großen Zahl von wissenschaftlichen Veröffentlichungen über fossile Wirbeltiere sowie von einigen Monografien, Büchern mit allgemeineren Themen sowie von Lehrbüchern.
Seine Forschungsgebiete umfassten den Ursprung der Landwirbeltiere, die Entstehung und frühe evolutionäre Radiation der Amnioten, die Entstehung der Gruppe der Lissamphibia und der Beziehungen ihrer Mitglieder zueinander und die Anatomie und evolutionären Verbindungen paläozoischer und mesozoischer Amphibien und Reptilien. Darüber hinaus beschäftigte er sich mit großräumigen Mustern und Abläufen der Wirbeltierevolution und versuchte über die Analyse von mesozoischen marinen Reptilien Erkenntnisse über Kontrollfaktoren zu gewinnen, die die Abläufe und Geschwindigkeit der Evolution steuern.
1978 erhielt Caroll den Charles Schuchert Award der Paleontological Society. 2001 wurde er Ehrenmitglied der Society of Vertebrate Paleontology, die ihm 2004 die Romer-Simpson-Medaille verlieh.
Carroll besaß die kanadische und US-amerikanische Staatsbürgerschaft.
Er starb im April 2020 im Alter von 81 Jahren in Montreal an den Folgen einer COVID-19-Erkrankung.

## Werke
- 1988: Vertebrate Paleontology and Evolution. W. H. Freeman and Co., New York. (Paläontologie und Evolution der Wirbeltiere, Thieme, Stuttgart 1993, ISBN 3-13-774401-6)
- 1989: Paleontology: The Record of Life. John Wiley and Sons, New York (mit C. Stearn)
- 1997: Patterns and Processes of Vertebrate Evolution. Cambridge University Press, Cambridge.
- 1998: Lepospondyli. In: P. Wellnhofer (Hrsg.): Encyclopedia of Paleoherpetology. Dr. Friedrich Pfeil, München. (mit K.A. Bossy, A.C. Milner, S.M. Andrews, und C.F Wellstead)
- 2000: Amphibian Biology, Volume 4: Paleontology. The Evolutionary History of Amphibians. Surrey Beatty & Sons (als Herausgeber mit Harold Heatwole)